# Cục Thể dục thể thao (Việt Nam)
Cục Thể dục thể thao Việt Nam là tổ chức thuộc Bộ Văn hóa, Thể thao và Du lịch, thực hiện chức năng tham mưu, giúp Bộ trưởng Bộ Văn hóa, Thể thao và Du lịch quản lý nhà nước và tổ chức thực thi pháp luật về thể dục, thể thao trên phạm vi cả nước; quản lý và tổ chức thực hiện các dịch vụ công về thể dục, thể thao theo quy định của pháp luật.
Được thành lập năm 1960 theo quyết định của Chính phủ nước Việt Nam Dân chủ Cộng hòa, Chủ nhiệm Ủy ban Thể dục Thể thao đầu tiên là ông Hoàng Văn Thái. Năm 2007, thành lập Bộ Văn hóa, Thể thao và Du lịch Việt Nam trên cơ sở sáp nhập Ủy ban Thể dục Thể thao với mảng văn hóa của Bộ Văn hóa và Thông tin, và Tổng cục Du lịch. Cơ quan tham mưu chuyên môn về thể dục thể thao là Tổng cục Thể dục thể thao trực thuộc Bộ. 
Năm 2023, Tổng cục Thể dục thể thao chuyển thành Cục Thể dục thể thao.
Năm 2025, Cục Thể dục thể thao đổi tên thành Cục Thể dục thể thao Việt Nam.
Chức năng, nhiệm vụ, quyền hạn và cơ cấu tổ chức của Cục được quy định tại Quyết định số 619/QĐ-BVHTTDL ngày 11 tháng 3 năm 2025 của Bộ trưởng Bộ Văn hóa, Thể thao và Du lịch.

## Lịch sử ra đời và phát triển
Với các tên: Nha Thể thao Trung ương thuộc Bộ Thanh niên rồi đến Nha Thanh niên và Thể dục thuộc Bộ Quốc gia Giáo dục (1946) và sau này là Ban Thể dục thể thao Trung ương (1957), đổi thành Ủy ban Thể dục Thể thao (1960), Ủy ban Thể dục thể thao đã giữ được vị trí TDTT trong xã hội và trong các giai đoạn khác nhau, lãnh đạo các phong trào thể thao trong nước và quốc tế.
- Ngày 30 tháng 1 năm 1946, Chủ tịch Chính phủ Liên hiệp Lâm thời nước Việt Nam Dân chủ Cộng hoà Hồ Chí Minh ký Sắc lệnh số 14, thành lập Nha Thể dục Trung ương trong Bộ Thanh niên.
- Ngày 27 tháng 3 năm 1946, Chủ tịch Hồ Chí Minh ký Sắc lệnh số 38 thành lập Nha Thanh niên và Thể dục[2] thuộc Bộ Quốc gia Giáo dục. Nha Thanh niên và Thể dục gồm có Phòng Thanh niên Trung ương và Phòng Thể dục Trung ương. Thực tế, với những quy định lúc đó của Bộ Quốc gia Giáo dục, Phòng Thể dục Trung ương đảm nhiệm toàn bộ chức năng, nhiệm vụ của Nha Thể dục Trung ương cũ.
- Năm 1957, Ban Thể dục Thể thao Trung ương là cơ quan trực thuộc Chính phủ.
- Năm 1960, Ủy ban Thể dục Thể thao là cơ quan trực thuộc Chính phủ.
- Năm 1976, Tổng cục Thể dục Thể thao là cơ quan trực thuộc Chính phủ.
- Tháng 3 năm 1990, Tổng cục Thể dục Thể thao trực thuộc Bộ Văn hóa - Thông tin - Thể thao và Du lịch (khi sáp nhập hai Bộ Văn hóa, Bộ Thông tin và hai Tổng cục Thể dục Thể thao, Tổng cục Du lịch).
- Từ 1992-1997, trong thành phần Chính phủ nhiệm kỳ Quốc hội khóa IX có Bộ trưởng phụ trách công tác Thanh niên và Thể dục - Thể thao của Chính phủ: ông Hà Quang Dự (lúc này tồn tại Tổng cục Thể dục Thể thao là cơ quan trực thuộc Chính phủ).
- Năm 1997, thành lập Ủy ban Thể dục Thể thao là cơ quan ngang bộ trực thuộc Chính phủ. Ngày 27-6-2001 ông Nguyễn Danh Thái giữ chức vụ Bộ trưởng, Chủ nhiệm Ủy ban Thể dục Thể thao.
- Năm 2007, thành lập Tổng cục Thể dục Thể thao trực thuộc Bộ Văn hóa, Thể thao và Du lịch trên cơ sở Ủy ban Thể dục Thể thao trước đây.
- Năm 2023, Tổng cục Thể dục thể thao chuyển thành Cục Thể dục thể thao.
- Năm 2025, Cục Thể dục thể thao đổi tên thành Cục Thể dục thể thao Việt Nam.

## Lãnh đạo
- Cục trưởng: Nguyễn Danh Hoàng Việt
- Phó Cục trưởng:
  - Lê Thị Hoàng Yến
  - Nguyễn Hồng Minh

## Cơ cấu tổ chức
(Theo Điều 3, Quyết định số 619/QĐ-BVHTTDL ngày 11 tháng 3 năm 2025 của Bộ trưởng Bộ Văn hóa, Thể thao và Du lịch)

### Các cơ quan chức năng quản lý nhà nước
- Phòng Thể dục thể thao cho mọi người
- Phòng Thể thao thành tích cao
- Phòng Kế hoạch, Tài chính
- Phòng Tổ chức cán bộ
- Văn phòng

### Các đơn vị sự nghiệp trực thuộc
- Trung tâm Đào tạo vận động viên cấp cao quốc gia
- Trung tâm Huấn luyện thể thao quốc gia
- Trung tâm Huấn luyện vận động viên trẻ quốc gia
- Trung tâm Phòng chống doping Việt Nam
- Trung tâm Thông tin - Truyền thông thể dục thể thao
- Trung tâm Thể thao Ba Đình
- Bệnh viện Thể thao Việt Nam
- Khu Liên hợp thể thao Quốc gia

## Ngày thể thao Việt Nam